# Manuel Schmiedebach
Manuel Schmiedebach (Berlijn, 5 december 1988) is een Duits voetballer die bij voorkeur als defensieve middenvelder speelt. Hij debuteerde in augustus 2009 in het betaald voetbal in het shirt van Hannover 96, dat hem één jaar eerder overnam van Hertha BSC.

## Clubcarrière
Schmiedebach verruilde in 2008 het tweede elftal van Hertha BSC voor dat van Hannover 96. Het seizoen erna werd hij bij het eerste elftal gehaald. Op 8 augustus 2009 debuteerde hij in de Bundesliga, tegen zijn ex-club Hertha BSC. In een seizoen waarin Hannover 96-doelman en anvoerder Robert Enke zichzelf van het leven beroofde, wierp Schmiedebach zich op als een van de belangrijkste krachten van het elftal. In mei 2010 verlengde hij zijn contract met twee jaar. In januari 2012 kreeg hij een contractverlenging tot juni 2016.

## Privé
Schmiedebach groeide tweetalig op. Hij spreekt zowel Duits als Spaans. Zijn moeder is Colombiaans-Venezolaans en kwam twee decennia geleden naar Berlijn. Zijn vader Helmuth is van Ierse afkomst en zijn grootvader van Marokkaanse.